# Монтекастело (Бреша)
Монтекастело (итал. Montecastello) је насеље у Италији у округу Бреша, региону Ломбардија.
Према процени из 2011. у насељу је живело 3 становника. Насеље се налази на надморској висини од 678 м.